# Nieuwe Helden
Nieuwe Helden - In het hart van de Tour is een sportdocumentaire waarin de Nederlandse wielerploeg Argos-Shimano gevolgd wordt tijdens de Ronde van Frankrijk 2013. De film is gemaakt door Dirk Jan Roeleven naar een idee van Nando Boers.

## Achtergrond
Nando Boers schreef in 2009 het boek In de Tour over de deelname van de Skil-Shimano-ploeg aan de Ronde van Frankrijk 2009, Boers en Roeleven wilden een vervolg aan het boek geven in de vorm van een documentairefilm, maar de ploeg kreeg in 2010 en 2011 geen wildcard voor de Ronde van Frankrijk en het idee schoof naar de achtergrond. Vroeg in 2013 kwamen er echter vele verhalen boven tafel over structureel dopinggebruik in de wielersport in de jaren 90 en de eerste jaren van de 20e eeuw. Onder meer Lance Armstrong, Michael Rasmussen, en Michael Boogerd gaven toe jarenlang doping te hebben gebruikt.
De Nederlandse wielerploeg Argos-Shimano (de opvolger van Skil-Shimano) onder leiding van Rudi Kemna ging er altijd prat op schoon en dopingvrij te zijn. In combinatie met de onthullingen in 2013 vormde dat de aanleiding voor Dirk Jan Roeleven om zijn oude idee weer van stal te halen. De film volgt de belevenissen van de ploeg tijdens de honderdste editie van de Ronde van Frankrijk die tussen 29 juni en 21 juli 2013 gereden werd.

## Inhoud
Tijdens de Grand Départ op Corsica is de Argos-Shimano-ploeg meteen succesvol, sprinter Marcel Kittel wint de eerste etappe en krijgt de gele trui. Later in de ronde wint Kittel ook nog de tiende, twaalfde en eenentwintigste etappe. Tegenslag treft het team als Tom Veelers na een botsing met Mark Cavendish ten val komt en later in de ronde moet opgeven.

## Productie
Regisseur Dirk Jan Roeleven en cameraman Rob Hodselmans schieten in totaal zo'n honderd uur aan materiaal, wat gecomprimeerd wordt tot een film van anderhalf uur. Roeleven gaf aan dat door het succes van de ploeg met vier etappezeges en door de dramatische verhaallijn rond de val van Veelers veel lange interviews, met name over dopinggebruik, niet in de film terecht zijn gekomen.

## Ontvangst
Nieuwe Helden - In het hart van de Tour draaide in diverse bioscopen, en werd op zaterdag 26 juli 2014 op Nederland 2 uitgezonden. De film werd gemengd tot positief ontvangen.